# 柏保路·卡華拿路
巴勃罗·奧斯卡·卡瓦列罗·罗德里格斯（西班牙語：Pablo Oscar Cavallero Rodríguez，1974年4月13日—），為一名已退役的阿根廷足球守門員。
他曾代表阿根廷參與1996年奧運，為球隊贏得一面銀牌。他也入選國家隊出戰1998及2002兩屆世界盃，並於2002年一屆出任正選門將。

## 榮譽

### 球會
沙士菲
- 阿根廷甲組聯賽 冠軍: 1996秋季﹑1998秋季
- 南美超級球會盃冠軍: 1996
- 南美超級盃冠軍: 1997

愛斯賓奴
- 西班牙國王盃 冠軍: 1999–2000

切爾達
- 圖圖盃 冠軍: 2000

### 國家隊
- 奧運足球銀牌：1996；

### 個人
- 西班牙甲組聯賽最佳門將 森莫拉獎: 2002–2003